# Nașterea unei națiuni
Nașterea unei națiuni (denumire originală The Birth of a Nation, numit inițial The Clansman) este un film mut dramatic din 1915 regizat de D. W. Griffith bazat pe două romane de succes: The Clansman (Membrul clanului) și The Leopard's Spots (Petele leopardului), ambele scrise de Thomas Dixon, Jr.. Griffith a realizat și scenariul (împreună cu Frank E. Woods) și este producător al filmului (cu Harry Aitken). A avut premiera la 8 februarie 1915. Filmul a fost inițial prezentat în două părți separate de o pauză.

## Prezentare
Doi frați, Phil și Ted Stoneman, își vizitează prietenii din Piemont, Carolina de Sud: familia Cameron. Această prietenie este afectată de războiul civil american, deoarece familiile Stoneman și Cameron trebuie să se înroleze în armate opuse. Consecințele războiului în viața lor sunt prezentate în legătură cu evenimentele istorice majore, cum ar fi desfășurarea Războiului Civil în sine, asasinarea lui Abraham Lincoln și fondarea Ku Klux Klan.

## Actori
- Lillian Gish este Elsie Stoneman
- Mae Marsh este Flora Cameron
- Henry B. Walthall este Colonel Ben Cameron
- Miriam Cooper este Margaret Cameron
- Ralph Lewis este Austin Stoneman
- George Siegmann este Silas Lynch
- Walter Long este Gus
- Robert Harron este Tod Stoneman
- Wallace Reid este Jeff fierarul
- Joseph Henabery este Abraham Lincoln
- Elmer Clifton este Phil Stoneman
- Josephine Crowell este Mrs. Cameron
- Spottiswoode Aitken este Dr. Cameron
- George Beranger este Wade Cameron
- Maxfield Stanley este Duke Cameron
- Jennie Lee este Mammy
- Donald Crisp este Generalul Ulysses S. Grant
- Howard Gaye este Generalul Robert E. Lee

Nemenționati
- Mary Alden este Lydia Brown
- Monte Blue
- Bobby Burns este Klan Leader
- David Butler este soldat unionist / soldat confederat
- Peggy Cartwright este o fetiță
- John Ford este membru al Ku Klux Klan-ului
- Gibson Gowland
- Sam De Grasse este Senatorul Charles Sumner
- Olga Grey este Laura Keene
- Russell Hicks
- Elmo Lincoln este Blacksmith
- Eugene Pallette este soldat unionist
- Vester Pegg
- Alma Rubens
- Charles Stevens este un voluntar
- Madame Sul-Te-Wan este o femeie de culoare
- Raoul Walsh este John Wilkes Booth
- Jules White
- Violet Wilkey este tânăra Flora
- Tom Wilson este servitor lui Stoneman
- Mary Wynn
- W.B. Freeman este santinela din tabăra de prizonieri unionist

## Producție
Filmările au început în 1914 și s-au folosit multe tehnici de pionierat, cum ar fi utilizarea tehnicii filmării panoramice, imagini de noapte, o scenă de luptă cu câteva sute de figuranți care a fost făcută să arate ca fiind cu câteva mii. Filmul este prima producție cinematografică americană importantă, totodată una foarte controversată, din cauza poziției pro-sudiste a regizorului D. W. Griffith.